# بارميجانينو
جيرولامو فرانشيسكو ماريا ماتسولا (بالإيطالية: Girolamo Francesco Maria Mazzola)‏ (11 يناير 1503 - 24 أغسطس 1540) والمعروف أيضًا باسم فرانشيسكو ماتسولا أو بارميجانينو الأكثر شيوعًا (لقب يعني "الشخص الصغير من بارما") أو في بعض الأحيان بارمجيانو وهو رسام أسلوبي إيطالي نشط في فلورنسا وروما وبولونيا ومدينته بارما. تتميز أعماله بالاستطالة من حيث الشكل ومنها رؤية القديس جيروم (1527) ومادونا ذات العنق الطويل (1534).
لطاما جرى التعرف على موهبة بارميجانينو المذهلة والفردية، لكن حياته المهنية تعطلت بسبب الحرب ولا سيما خلال احتلال روما في عام 1527، وذلك بعد ثلاث سنوات من انتقاله إلى هناك ثم انتهت بوفاته وهو يبلغ من العمر 37 عامًا فقط. أنتج بارميجانينو رسومات رائعة وكان من أوائل الرسامين الإيطاليين الذين جربوا الطباعة بأنفسهم. على الرغم من أعماله المحمولة كانت تُجمع دائمًا وهي الآن في متاحف كبرى في إيطاليا وفي جميع أنحاء العالم، لديه مشروعان كبيران عبارة عن لوحتين جداريتين في كنيسة بارما وقصر يقع في بلدة صغيرة قريبة. أدى هذا بالإضافة إلى افتقارهما للموضوعات الرئيسية الكبيرة، إلى أن يصبحا أقل شهرة من الأعمال الأخرى لفنانين مماثلين.  رسم بارميجانينو عددًا من اللوحات المهمة، أدت إلى تكوين اتجاه في إيطاليا يتمثل برسم الأشكال بالطول الحقيقي أو بنسبة ثلاثة أرباع الطول، والتي كانت تُنتج سابقًا للعائلة المالكة.

## السنوات المبكرة
كان بارميجانينو الطفل الثامن لفيليبو مازولا والطفل الوحيد لدوناتيلا أباتي. توفي والده بسبب الطاعون بعد عامين على ولادة بارميجانينو وتربى الأطفال على يد أعمامهم ميشيل وبيير إيلاريو الذين وبحسب فازاري كانا فنانين موهوبين بشكل متواضع. تلقى عمه في عام 1515 عمولة من نيكولز زانغراندي لتزيين كنيسة صغيرة في سان جيوفاني إيفانغليستا، وهو العمل الذي أُكمل لاحقًا من قبل بارميجانينو الشاب. أنهى بارميجانينو في سن الثامنة عشرة لوحة مذبح باردي. أُرسل بارميجانينو إلى فيادانا (جنبًا إلى جنب مع الرسام جيرولامو بيدولي الذي كان سيتزوج ابنة عمه) في عام 1521، هربًا من الحروب بين الجيوش الفرنسية والإمبراطورية البابوية. رسم بارميجانينو في فيادانا لوحتين مستخدمًا التيمبرا، تصور القديس فرانسيس لكنيسة فراتي دي زوكولي والزواج الروحي للقديسة كاثرين لسان بيترو، وعمل أيضًا في سان جيوفاني كوريدجو الذي كان في العمل على الزخارف الجدارية للقبة.

## العمل في فونتانيلاتو والسفر إلى روما
سافر بارميجانينو في عام 1524 إلى روما مع خمس لوحات صغيرة، بما في ذلك ختان يسوع والبورتريه الذاتي في مرآة محدبة، سعيًا إلى رعاية بابا ميديشي، كليمنت السابع. يذكر فازاري أثناء وجوده في روما، كان بارميجانينو «مشهورًا باعتباره رفائيل المولود مرة أخرى». وافق بارميجانينو وعمه بييير إيلاريو في عام 1526 مع ماريا بوفالينا من سيتا دي كاستيلو على تزيين كنيسة سان سالفاتوري في لاورو مع لوحة المذبح التي حملت عنوان رؤية القديس جيروم (1526- 1527، المعرض الوطني، لندن). تسببت مجموعة احتلال روما في فرار بارميجانينو مع العديد من الفنانين الآخرين.

## الأعمال
كان بارميجانينو نقاش معادن إيطالي مبكر، إذ كانت هذه التقنية رائدة في إيطاليا وقدمها النحات ماركانتونيو رايموندي ثم استأنفها الرسامون من بعده. على الرغم من أن تقنيات طباعة اللوحات النحاسية تتطلب مهارات خاصة، إلا أن السهولة التي يمكن فيها استخدام الحمض بدلًا من الحبر، يمكنها إنتاج عفوية يد الفنان التي جذبت بارميجانينو «سيد رسم الشخصيات الأنيقة». صمم بارميجانينو أيضًا قطعًا خشبية من نوع الجلاء والقتمة، وعلى الرغم من أن إنتاجه كان صغيرًا، إلا أن تأثيره كان كبيرًا على صناعة الطباعة الإيطالية. عمل على عدد من مطبوعاته بالتعاون مع جيوفاني جاكوبو كاراجليو.

## روابط خارجية
- بارميجانينو على موقع الموسوعة البريطانية (الإنجليزية)
- بارميجانينو على موقع إن إن دي بي (الإنجليزية)